# Stadtkirche Zöblitz

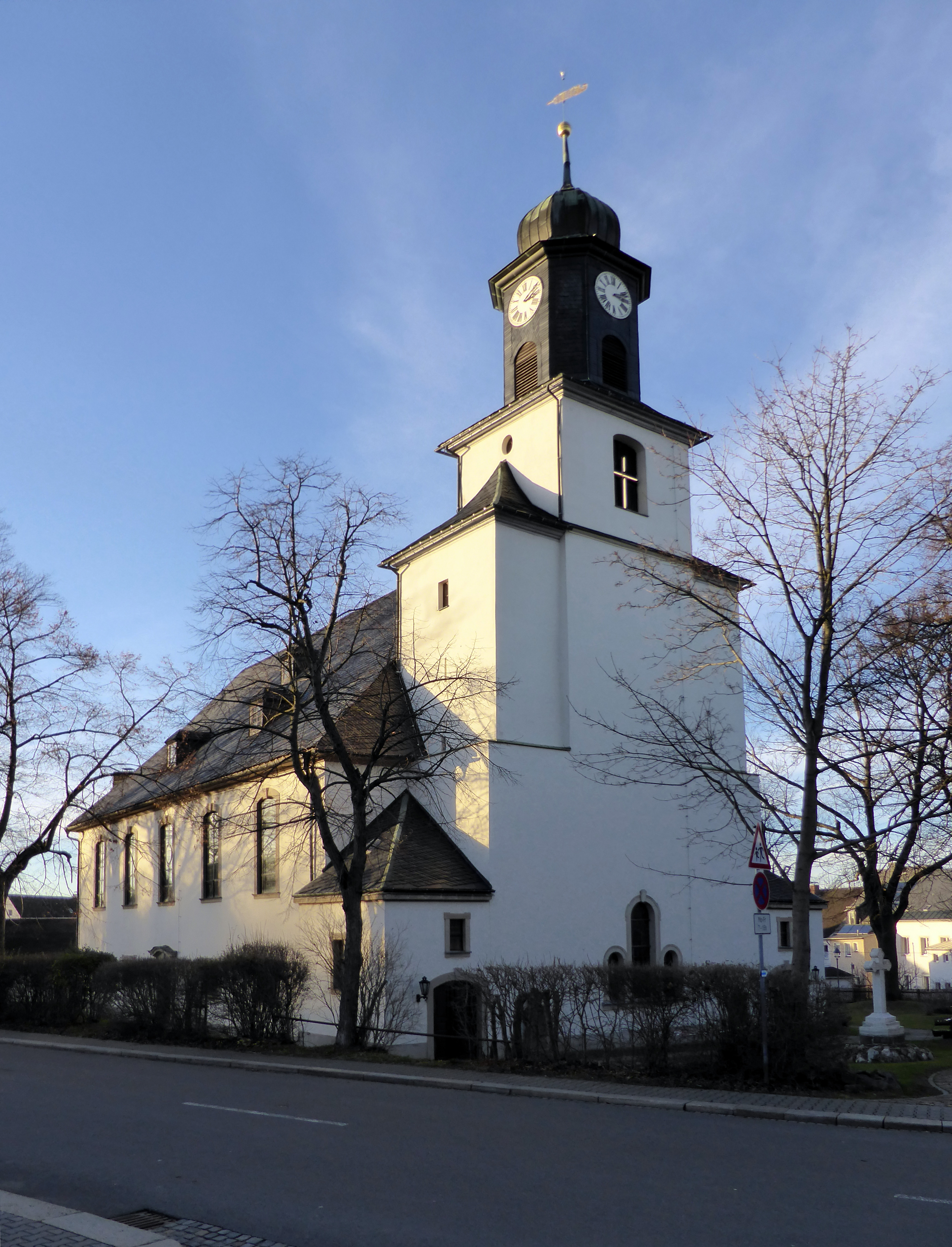
Stadtkirche Zöblitz

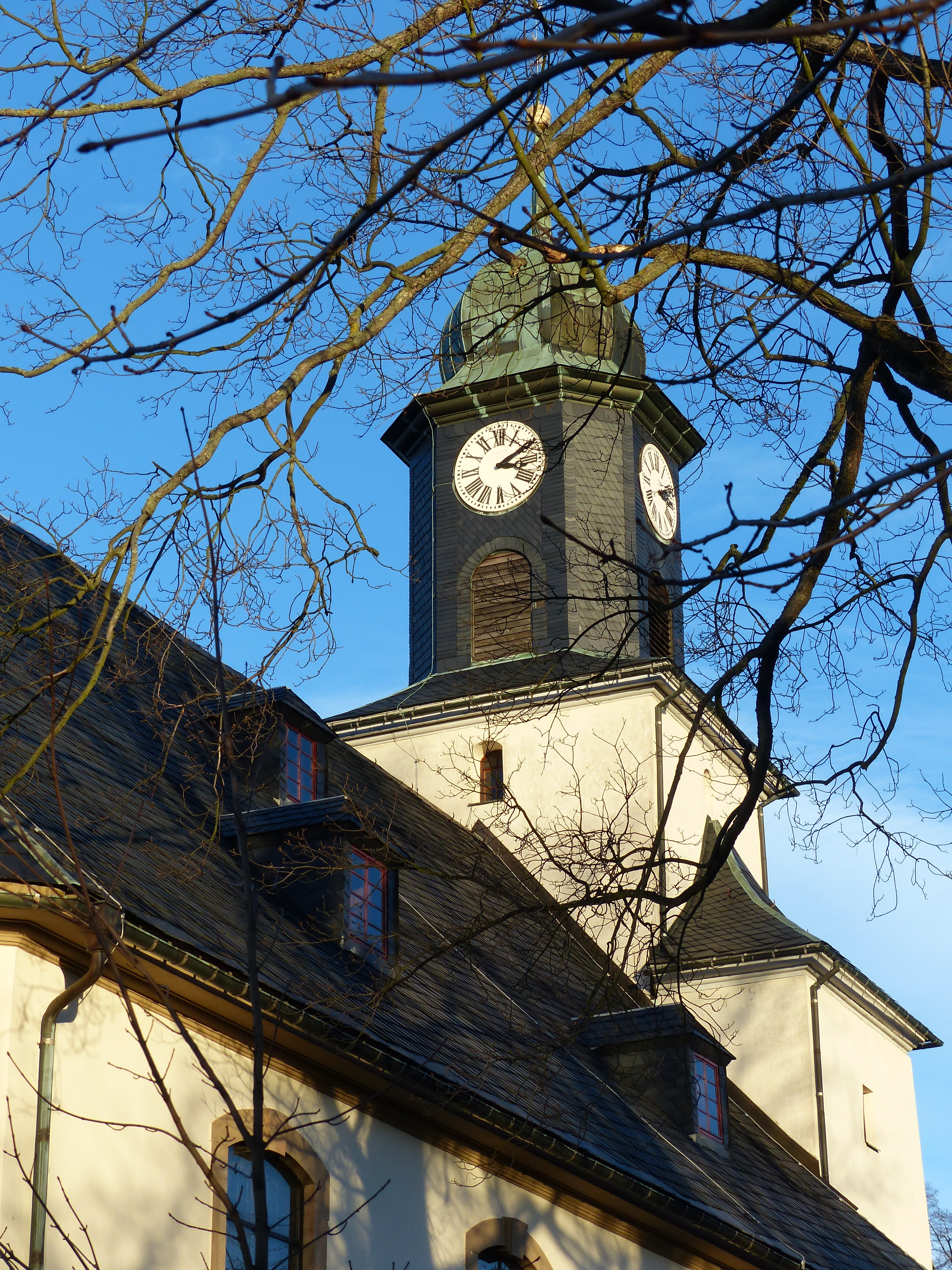
Turm

Die evangelische Stadtkirche Zöblitz ist eine barocke Emporenhalle mit älteren Bestandteilen in Zöblitz im Erzgebirgskreis in Sachsen. Sie gehört zur Heilandskirchengemeinde Zöblitz-Lauterbach im Kirchenbezirk Marienberg der Evangelisch-Lutherischen Landeskirche Sachsens und ist vor allem für ihre gut erhaltene Orgel von Gottfried Silbermann bekannt.

## Geschichte und Architektur
Die Stadtkirche Zöblitz in ihrer heutigen Form entstand aus dem Umbau einer aus der Zeit um 1470 stammenden spätgotischen Kirche in den Jahren 1728/1729. Die Pläne für den Umbau zu einer Emporenhalle mit unter Beibehaltung des Chorturms wurden von Johann Christian Simon aus Dresden erarbeitet. Mit dem Turm wurde auch der Triumphbogen des Vorgängerbaues wiederverwendet.  Eine grundlegende Umgestaltung des Inneren der Kirche im Jugendstil wurde 1904 vorgenommen. Dabei wurde der Chorbogen vermauert. Das Bauwerk ist ein Bruchsteinbau mit Walmdach und gestaffeltem Turm mit seitlichen Treppentürmen; die Westseite ist dreiseitig geschlossen.
Der dreischiffige Kirchenraum schließt an einem Ende rechteckig, am anderen mit 5/8-Polygon. Im Unterschied zu den meisten ähnlichen Räumen befindet der Altar am rechteckigen Ende, die Orgel am polygonalen. Statt durch Arkaden sind die Schiffe durch Architrave begrenzt, die von rechteckigen Pfeilern getragen werden. Unter den Emporen enden die Pfeiler mit schlichten Kapitellen, an der Decke mit konkaven Kämpfern. An einem Absatz an den oberen Pfeilern ist zu erkennen, wo sich bis 1956 ein weiteres Emporengeschoss befand. Das Spiegelgewölbe des Mittelschiffs ist mit Cherubim und Taube bemalt und wie die Fensterlaibungen und Seitenwände mit barockisierenden Akanthusranken geschmückt. Trotz der umlaufenden Emporen reicht das >Mittelschiffsgewölbe bis an beide Stirnseiten des Kirchenraums. Hinter der Orgel wurde 1994 eine illusionistische barocke Draperie teilweise freigelegt.

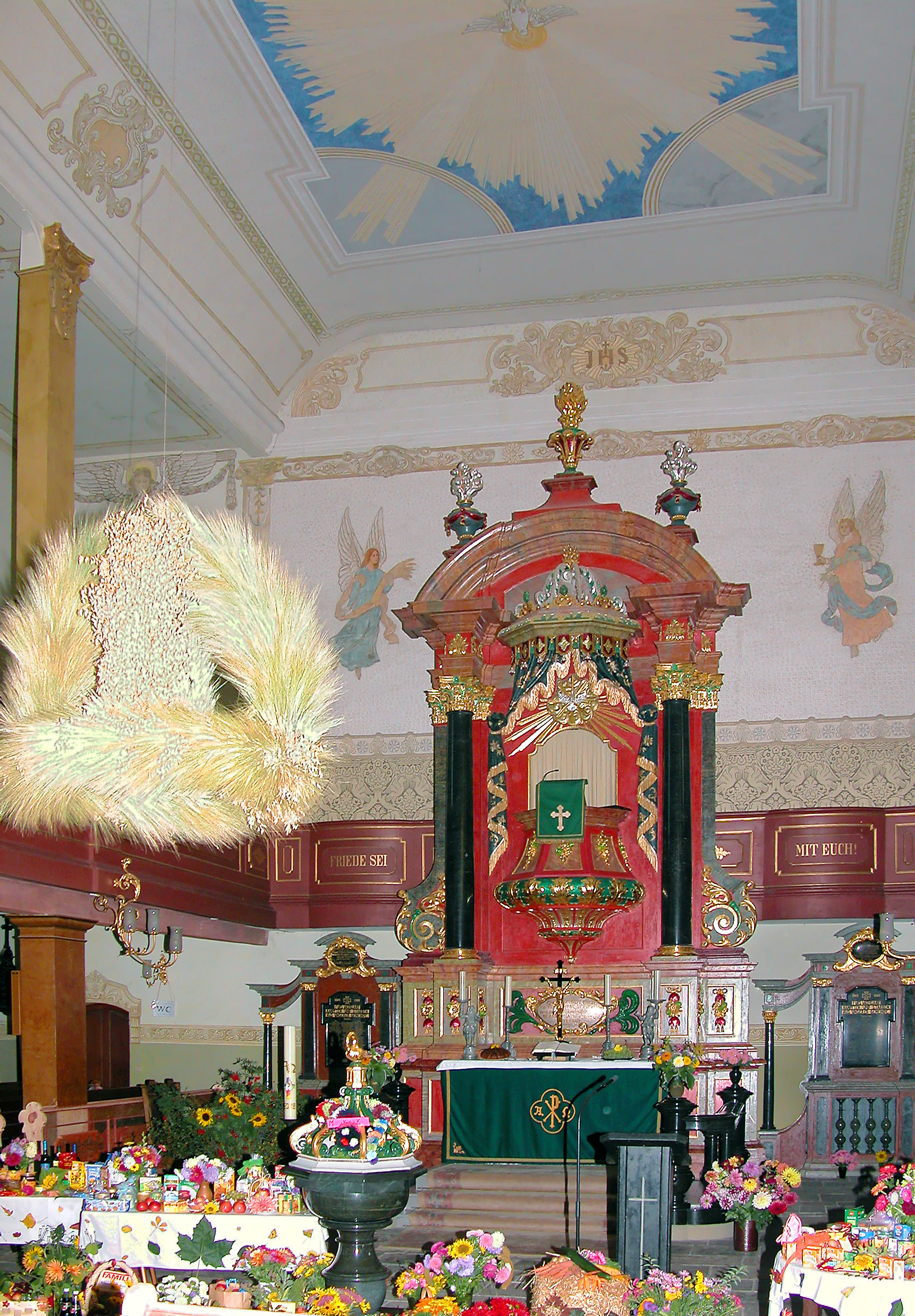
Altar im Schmuck zum Erntedankfest

## Ausstattung
Ein reichgeschnitzter barocker Kanzelaltar von 1750 bildet das Hauptstück der Ausstattung und ist mit Altarschranken aus Zöblitzer Serpentin versehen. Der Taufstein aus dem Jahr 1616 ist mit einem zinnernen Taufbecken von 1614 ausgestattet, das gegossene Reliefköpfe von Christus und den Evangelisten sowie die Bezähmung der Tiere durch Orpheus zeigt. Weiter sind zwei barocke Beichtstühle von 1734 erhalten.
Die Buntglasfenster von 1904 zeigen Akanthusornamentik und Darstellungen von Christus in Gethsemane, Christus als Sämann und das Bildnis Luthers; in der Sakristei ist Christus als Wanderer dargestellt.

### Glocken
Das Geläut der Kirche besteht aus drei Glocken. Die größte Glocke mit dem Ton f wurde 1710 in Dresden gegossen; sie wiegt 975 kg. Sie wurde 1942 zu Kriegszwecken abgeholt und sollte eingeschmolzen werden; jedoch blieb sie unversehrt und wurde zu Pfingsten 1950 wieder eingeweiht. Die mittlere Glocke wurde 1476 gegossen, wiegt 520 kg und klingt im Ton a. Die älteste und kleinste Glocke wurde 1475 gegossen. Sie stammt aus der Kirche in Reuth, kam nach dem Ersten Weltkrieg nach Ruppertsgrün und wurde 1957 nach Zöblitz gebracht; sie wiegt 230 kg und ist auf den Ton c gestimmt. Der Glockenstuhl besteht aus Stahl, die Glockenjoche aus gekröpften Gusseisen.
Es folgt eine Datenübersicht des Geläutes:
| Nr. | Name            | Gussdatum | Gießer           | Durchmesser | Masse  | Schlagton |
| --- | --------------- | --------- | ---------------- | ----------- | ------ | --------- |
| 1   | Ewigkeitsglocke | 1710      | Michael Weinhold | 1150 mm     | 975 kg | f′        |
| 2   | Betglocke       | 1476      | Nicol Hilliger   | 950 mm      | 520 kg | a′        |
| 3   | Taufglocke      | 1475      | unbekannt        | 750 mm      | 230 kg | c″        |

### Orgel
Die Orgel ist ein Werk von Gottfried Silbermann aus dem Jahr 1742 mit 20 Registern auf zwei Manualen und Pedal. Bis ins späte 19. Jahrhundert sind keine wesentlichen Veränderungen des Instrumentes belegt. Bei einer Instandsetzung im Jahr 1894 fügte Guido Hermann Schäf eine Pedalkoppel hinzu, ersetzte die Manualschiebekoppel durch eine Gabelkoppel und entfernte den Tremulanten. Im Jahr 1903 stellten die Gebrüder Jehmlich die Kammertonstimmung durch Umstellen der Innenpfeifen, Anlängen der Prospektpfeifen und Neubau der Pfeifen für C und D her. Zwei weitere Register im Oberwerk wurden anstelle der Cimbel II hinzugefügt. Im Jahr 1952 wurde durch die gleiche Firma die Cimbel rekonstruiert. In den Jahren 1996/1997 wurde durch Wieland Rühle eine umfassende Restaurierung durchgeführt, wobei alle späteren Zutaten bis auf die Pedalkoppel entfernt wurden. Die Innenpfeifen wurden zurückgesetzt und die Chortonstimmung der Orgel wieder hergestellt; das hinzugefügte tiefe Cis entfiel. Der Tremulant wurde rekonstruiert. Die Gehäusefassung wurde durch die Restauratoren Günther und Gert Alpha freigelegt, ergänzt und restauriert.
Die Disposition lautet:
| I Hauptwerk CD–c3 |    |
| Principal         | 8′ |
| Rohr-Flöthe       | 8′ |
| Qvintadena        | 8′ |
| Octava            | 4′ |
| Spitz-Flöthe      | 4′ |
| Qvinta            | 3′ |
| Octava            | 2′ |
| Cornet (ab c1) V  |    |
| Mixtur IV         |    |

| II Oberwerk CD–c3 |        |
| Gedackt           | 8′     |
| Rohr-Flöthe       | 4′     |
| Nasat             | 3′     |
| Octava            | 2′     |
| Tertia            | 1 3⁄5′ |
| Qvinta            | 1 ⁄2′  |
| Sufflet           | 1′     |
| Cimbel II         |        |

| Pedal CD–c1   |     |
| Sub-Bass      | 16′ |
| Octav-Bass    | 8′  |
| Posaunen-Bass | 16′ |

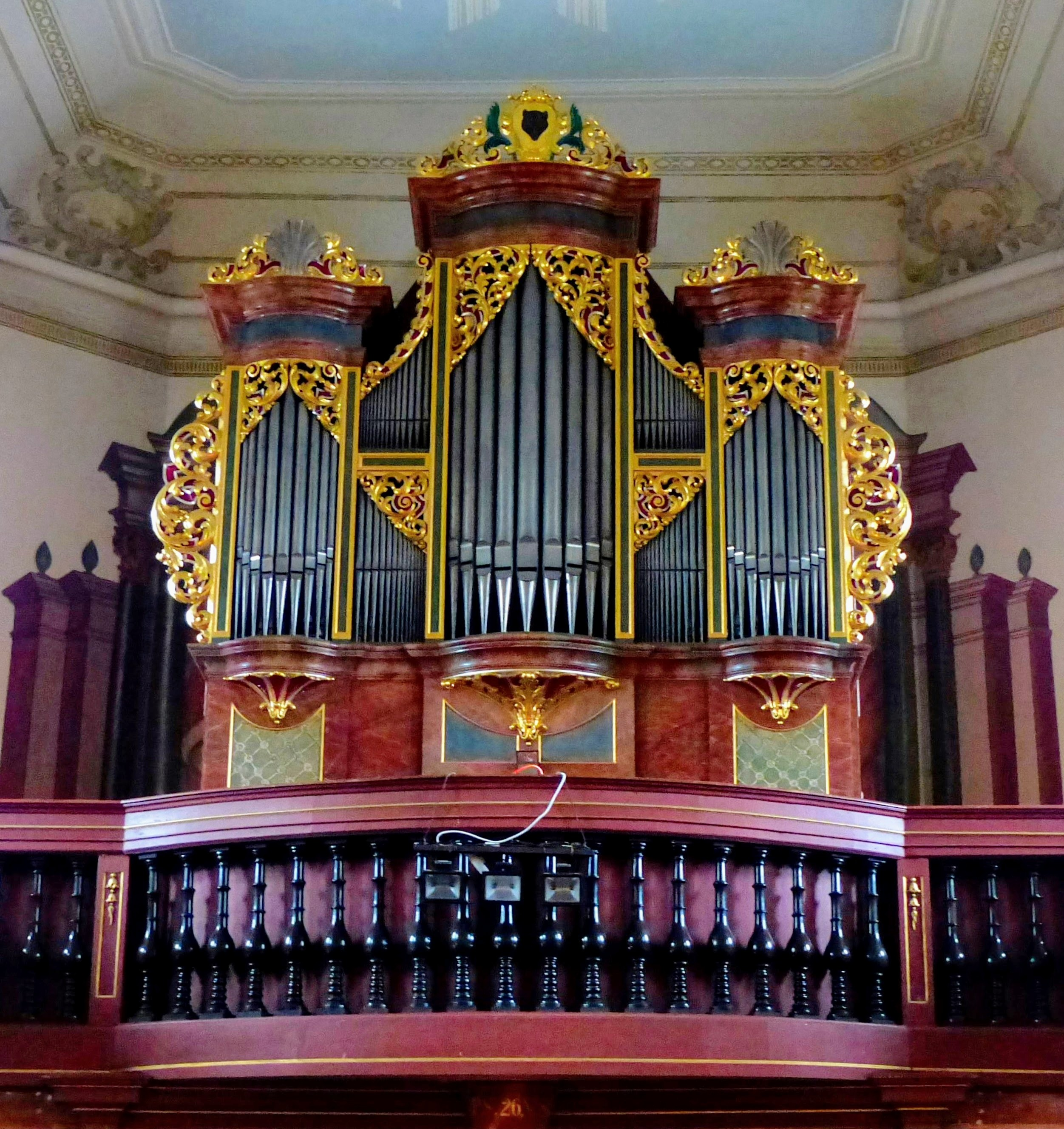
Silbermannorgel

- Koppeln: Schiebekoppel II/I, mechanische Pedalkoppel (seit 1894)
- Nebenregister: Tremulant, Klingel

Anmerkungen
- Tonhöhe: gegenwärtig a1 = 465 Hz
- Stimmung: wohltemperiert
- Winddruck: etwa 80 mmWS